# 陳雙熾
陳雙熾（?—?），是迁居绛县的蜀人。

## 生平
北魏孝昌二年（526年）六月，陈双炽聚众造反，自称为始建王。北魏孝明帝任命代理镇西将军长孙稚为讨蜀都督。长孙稚属下的别将河东人薛修义轻骑至陈双炽战垒之前，对他晓以利害，陈双炽随即投降。朝廷表彰，任命薛修义为龙门镇将。

## 年号
陳雙熾的年号始建（約526年六月）。但是诸书记载“自号始建王”，并没有说改元。而《玉海》等书则把“始建”作为年号。
纪年
| 始建 | 元年  |
| 公元 | 526年 |
| 干支 | 丙午  |
參看
- 中国年号列表#北魏
- 同期存在的其他政权年号
  - 普通（520年正月—527年三月）：南朝梁梁武帝萧衍的年号
  - 孝昌（525年六月—528年正月）：北魏政权北魏孝明帝元詡年号
  - 天建（524年六月—527年九月）：北魏時期領導莫折念生年号
  - 真王（525年八月—528年二月）：北魏時期領導杜洛周年号
  - 神嘉（525年十二月—535年三月）：北魏時期領導劉蠡升年号
  - 魯興或普興（526年正月—八月）：北魏時期領導鮮于修禮年号
  - 廣安（526年九月—528年九月）：北魏時期領導葛荣年号
  - 甘露：高昌政权麴光年号